# Canal de Briare
Het Canal de Briare is een kanaal in de Franse regio Centre-Val de Loire.
Het verbindt het Canal latéral à la Loire met het Canal du Loing bij Buges. De bouw van het kanaal werd gestart in 1604 maar het zou bijna veertig jaar duren vooraleer het in 1642 geopend werd. Het is een van de oudste kanalen in Frankrijk, het eerste verbindingskanaal met een kruinpand, en telt 36 sluizen.